# بعثة الأمم المتحدة للمراقبة في سوريا
بعثة الأمم المتحدة للمراقبة في سوريا (بالإنجليزية: United Nations Supervision Mission in Syria، اختصاراً UNSMIS)‏ بعثة دولية تشكلت بموجب قراري مجلس الأمن 2042 وكذلك القرار 2043. وتشكلت مبدئياً من 300 مراقب دولي انتشروا في المناطق المشتعلة من سوريا ويترأس البعثة اللواء روبرت مود.